# Kevin Burnham
Kevin Lobdell Burnham (Nueva York, 21 de diciembre de 1956-Nueva York, 27 de noviembre de 2020) fue un deportista estadounidense que compitió en vela en la clase 470.
Participó en tres Juegos Olímpicos de Verano, obteniendo en total dos medallas, plata en Barcelona 1992 (junto con Morgan Reeser) y oro en Pekín 2008 (con Paul Foerster), ambas en la clase 470, y el octavo lugar en Atlanta 1996.
Después de retirarse de la competición, fue instructor de vela, entrenando a los equipos nacionales de Israel y la República Checa.

## Palmarés internacional
| \| Juegos Olímpicos \| Juegos Olímpicos \| Juegos Olímpicos \| Juegos Olímpicos \| \| Año \| Lugar \| Medalla \| Clase \| \| ---------------- \| ------------------ \| ---------------- \| ---------------- \| \| 1992 \| Barcelona (España) \| Medalla de plata \| 470 \| \| 2004 \| Atenas (Grecia) \| Medalla de oro \| 470 \| |                    |                  |       |
| Juegos Olímpicos |                    |                  |       |
| Año | Lugar              | Medalla          | Clase |
| 1992 | Barcelona (España) | Medalla de plata | 470   |
| 2004 | Atenas (Grecia)    | Medalla de oro   | 470   |